# خلاصة البلميط المنشاري
خلاصة البلميط المنشاري هو مستخلص من ثمار البلميط المنشاري. يتم تسويقه كعلاج لتضخم البروستاتت الحميد (BPH)، لكن مراجعات التجارب السريرية، بما في ذلك تلك التي أجراها المركز الوطني للطب التكميلي والطب البديل، وجدت أنها غير فعالة لهذا الغرض.

## طبي

### الطب التاريخي والشعبي
يستخدم البلميط المنشاري في عدة أشكال من الأدوية العشبية التقليدية. استخدم الهنود الأمريكيون الفاكهة للأغذية ولعلاج مجموعة متنوعة من مشاكل الجهاز التناسلي والجهاز البولي. والمايا يشرب ومنشط، والسيمينول استخدام التوت باعتباره مقشعا ومطهرا.

### أبحاث
على الرغم من أن المستخلص قد ادُّعِيَ أنه علاج عشبي لتضخم البروستات الحميد (BPH)، فهو علاج غير فعال، ولم يؤثر على مستويات المستضد البروستاتي النوعي، حتى عندما كان المستخلص المقدم بجرعات عالية. ومع ذلك، استخدمت دراسات كوكرين مقتطفات مختلفة. يشير هذا إلى أن نقص التأثير الموجود في مراجعة كوكرين الأخيرة كان بسبب الاختلافات في مقتطفات البلميط المستخدمة. تم استخدام علاج البيرميكسون (الذي يستخدم لتخفيف أعراض احتقان البروستات، الناتج من تضخم غدة البروستاتا الحميد) في دراسة عام 2016. بحثت الدراسات المحدودة في المختبر والحيوان عن إمكانية استخدامه في علاج السرطان. ومع ذلك، وفقًا لجمعية السرطان الأمريكية، «لا تدعم الدراسات العلمية المتاحة الادعاءات التي ترى أن البلميط يمكن أن يمنع أو يعالج سرطان البروستات لدى البشر». ينصح المرضى المهتمون بأخذ خلاصة البلميط المنشاري لتضخم البروستات الحميد بالتشاور أولاً مع مقدم الرعاية الصحية.
بيتا سيتوسترول، مادة كيميائية موجودة في مستخلص البلميط المنشاري، تشبه كيميائيا الكوليسترول. في إحدى التجارب ارتبطت مستويات عالية من سيتوسترول المصل بزيادة خطر الإصابة بنوبة قلبية. ومع ذلك، لم يرى التحليل التلوي لـ 17 تجربة أي صلة بين حالة سيتوسترول المصل وأمراض القلب والأوعية الدموية.

## الاحتياطات وموانع الاستعمال

### الأطفال
لا ينصح باستخدام خلاصة البلميط المنشاري عند الأطفال دون سن 12 عامًا لأنه قد يؤثر على التمثيل الغذائي لهرمونات الأندروجين والإستروجين.

### الحمل والرضاعة
لا ينبغي استخدام المستخلص أثناء الحمل. يمكن أن تؤثر تأثيرات مستخلص المنشار بالميتو على استقلاب الأندروجين والإستروجين على ضعف نمو الأعضاء التناسلية للجنين. يجب أيضًا تجنب مستخلص البلميط المنشاري أثناء الرضاعة الطبيعية بسبب نقص المعلومات المتاحة.

### مخاطر الجراحة والنزيف
في تقرير حالة، قام مريض أخذ المستخلص بزيادة وقت النزيف أثناء الجراحة. عاد وقت النزيف إلى طبيعته بعد التوقف عن تناول العشب. قامت إحدى التجارب السريرية بمعالجة مرضى جراحة البروستات قبل العلاج بالمستخلص لمدة خمسة أسابيع قبل الجراحة، لأنه كان هناك دليل من الأدبيات السابقة على أن هذا العلاج المسبق يقلل من النزيف الجراحي. ذكرت التجربة أنه لا يوجد أي تحسن مع هذا الدواء الوهمي. كقاعدة عامة، يجب أن يطلب الجراحون من المرضى التوقف عن المكملات الغذائية قبل الجراحة المجدولة.

## التفاعلات
قد يقلل المستخلص من فعالية منتجات هرمون الاستروجين عن طريق تقليل مستويات هرمون الاستروجين في الجسم من خلال آثاره المضادة للأستروجين. يمكن أن تتداخل مع استخدام حبوب منع الحمل التي تحتوي على هرمون الاستروجين كمكون نشط. ونتيجة لذلك، فمن المستحسن أن شكلا آخر من أشكال تحديد النسل، مثل الواقي الذكري يمكن أن تستخدم لمنع الحمل عند المرضى الذين يتناولون حبوب منع الحمل مع المستخلص. بالإضافة إلى ذلك، يمكن أن يتداخل المستخلص أيضًا مع العلاج بالهرمونات البديلة عن طريق تقليل فعالية حبوب الإستروجين. يجب استخدام مزيج مستخلص البلميط المنشاري مع منتجات الإستروجين بحذر.
عند استخدامه مع دواء مضاد للتخثر أو مضاد للصفيحات، يمكن لمستخلص البلميط أن يزيد من خطر النزيف من خلال تعزيز مضادات التخثر أو التأثيرات المضادة للصفيحات. بعض الأمثلة على الأدوية المضادة للتخثر والمضادة للصفيحات تشمل الأسبرين، كلوبيدوقرل، الأدوية المضادة للالتهابات غير الستيرويدية (NSAIDs)، والوارفارين. لذلك، يجب استخدام مزيج من مستخلص البلميط المنشاري مع الأدوية المضادة للتخثر أو الصفيحات بحذر.

## روابط خارجية
- Saw Palmetto NIH المركز الوطني للصحة التكميلية والتكاملية